# Peter Gerssen
Peter Gerssen (Waalwijk, 23 juni 1932 – Rotterdam, 24 oktober 2017) was een Nederlands architect.

## Leven en werk
Peter Johannes Gerssen studeerde in Tilburg MBO Architectuur. Na de watersnood van 1953 vervulde hij zijn vervangende dienstplicht bij Rijkswaterstaat door van 1954 t/m 1956 te werken aan het dijkherstel in Zeeland. In 1964 studeerde hij af aan de HBO Architectuur in Amsterdam, waarna hij ging werken bij architectenbureau Maaskant, Van Dommelen, Kroos en Senf. In 1963 trouwde hij met de dochter van Maaskant. In 1973 ontwierp Peter Gerssen het Adriaan Volkerhuis in Rotterdam. Hierover kwam hij in conflict met Maaskant, waarna hij het bureau verliet en een eigen bureau startte.

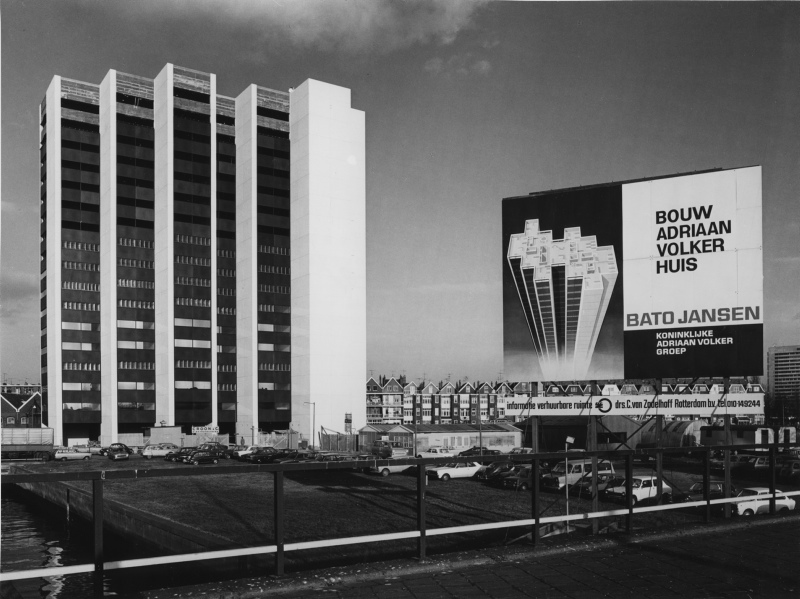
Adriaan Volkerhuis in Rotterdam tijdens de bouw in 1973

Als zelfstandig architect ontwierp hij enkele spraakmakende gebouwen die zich, net als het Adriaan Volkerhuis, kenmerken door een mathematische basisstructuur die resulteert in:
- een abstracte compositie / sculptuur
- integratie van functies in het ontwerp
- flexibiliteit bij de indeling
- een hoge mate van prefabricage en daardoor
- beperkte bouwkosten / bouwtijd

Het Fläkt Hoofdkantoor in Amersfoort (1974) en de Stolpbungalow (1980) zijn hier goede voorbeelden van.
Door de ontwerpfilosofie van Gerssen en de intensieve samenwerking met de opdrachtgevers dragen zijn kantoorgebouwen duidelijk bij aan het imago van de betrokken ondernemingen. In de jaren 1970 en 1980 was zoiets nog een uitzondering – daarna werd dit meer gebruikelijk.

## Projecten
Signatuurprojecten van Peter Gerssen zijn:
- Adriaan Volkerhuis, Rotterdam, 1973
- Fläkt Hoofdkantoor, Amersfoort, 1974
- Stolpbungalow, diverse plaatsen, 1980
- Zwolsche Algemeene Hoofdkantoor, Nieuwegein, 1983 (gesloopt)
- BRN Catering Hoofdkantoor, Capelle aan den IJssel, 1987, samen met Kas Oosterhuis
- TNO Hoofdkantoor, Delft, 1990

## Stolpbungalow / Gerssen-huis
De stolpbungalow is voortgekomen uit Gerssens werk in de architectenwinkel, waar veel mensen met de vraag kwamen hoe zijn hun huiskamer konden uitbreiden: hij realiseerde zich dat een huis met een grote woonkamer en kleine slaapkamers erboven de aanzet van een driehoekige piramide kon zijn. Het Gerssen-huis is een strikt mathematisch ontwerp gebaseerd op een halve kubus. De structuur ontstaat door een kubus in twee gelijke delen te delen door een vlak loodrecht op een inwendige diagonaal. Het grondvlak van het huis is een regelmatige zeshoek. Het heeft drie gelijke dakvlakken tot het maaiveld en drie gelijkvormige driehoekige glazen puien.
Het oorspronkelijke ontwerp maakt gebruik van sandwichpanelen (verzinkt staal met daartussen pvc-schuim) voor zowel vloeren als wanden c.q. dakvlakken, waardoor een zelfdragend casco ontstaat, zonder kolommen, balken en lateien. Vanuit de fabriek worden de panelen kant-en-klaar geleverd. De panelen zijn slechts 10 cm dik, isoleren goed en zijn licht van gewicht. De funderingswerkzaamheden en de bouwtijd op locatie blijven daardoor beperkt. Van het originele ontwerp met sandwichpanelen zijn er drie gebouwd. Van de uitvoering met houten spanten zijn er verspreid over Nederland zo'n honderd gebouwd.

## Fotogalerij

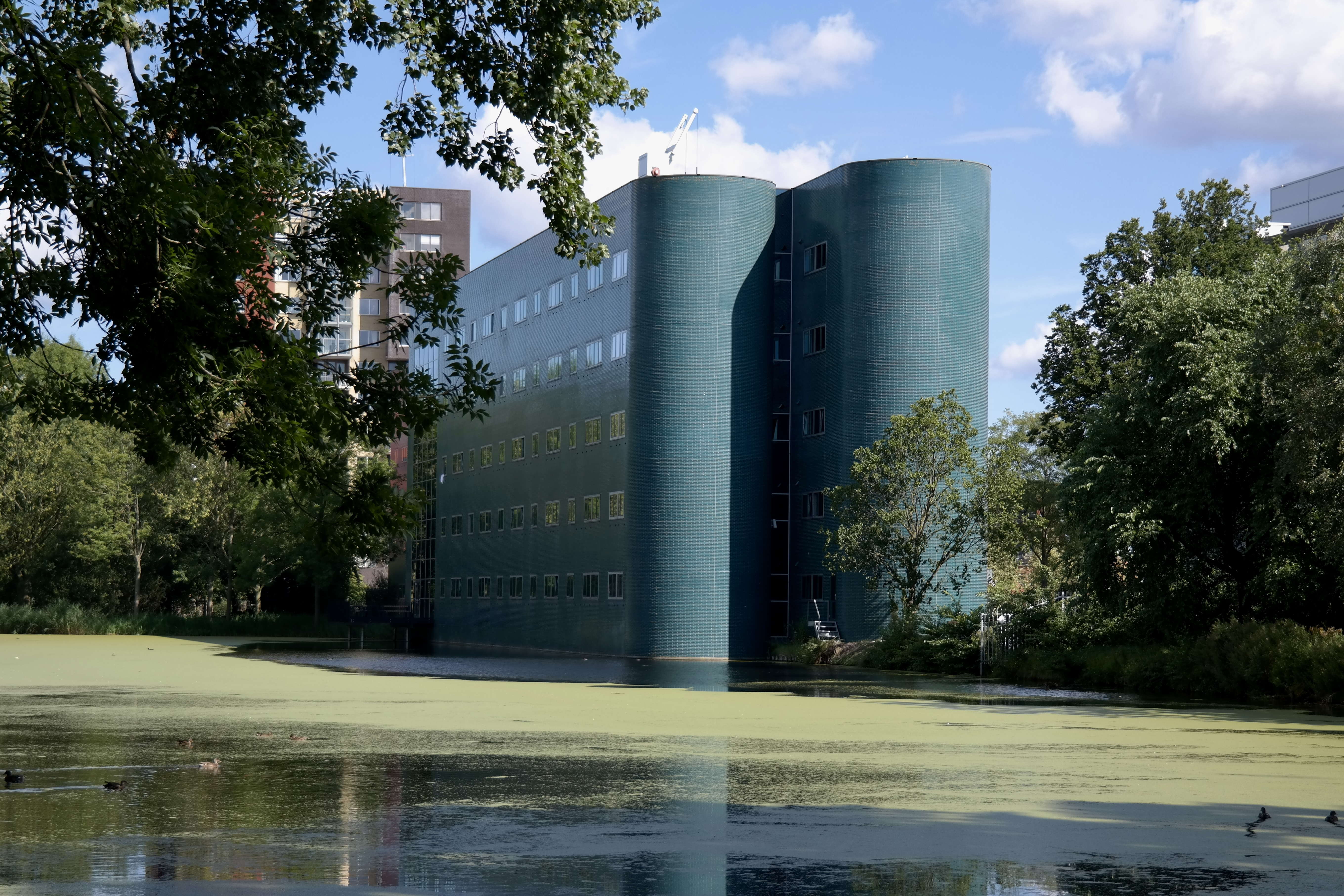
Wooncomplex Campus 015 in Delft, voormalig hoofdkantoor van TNO
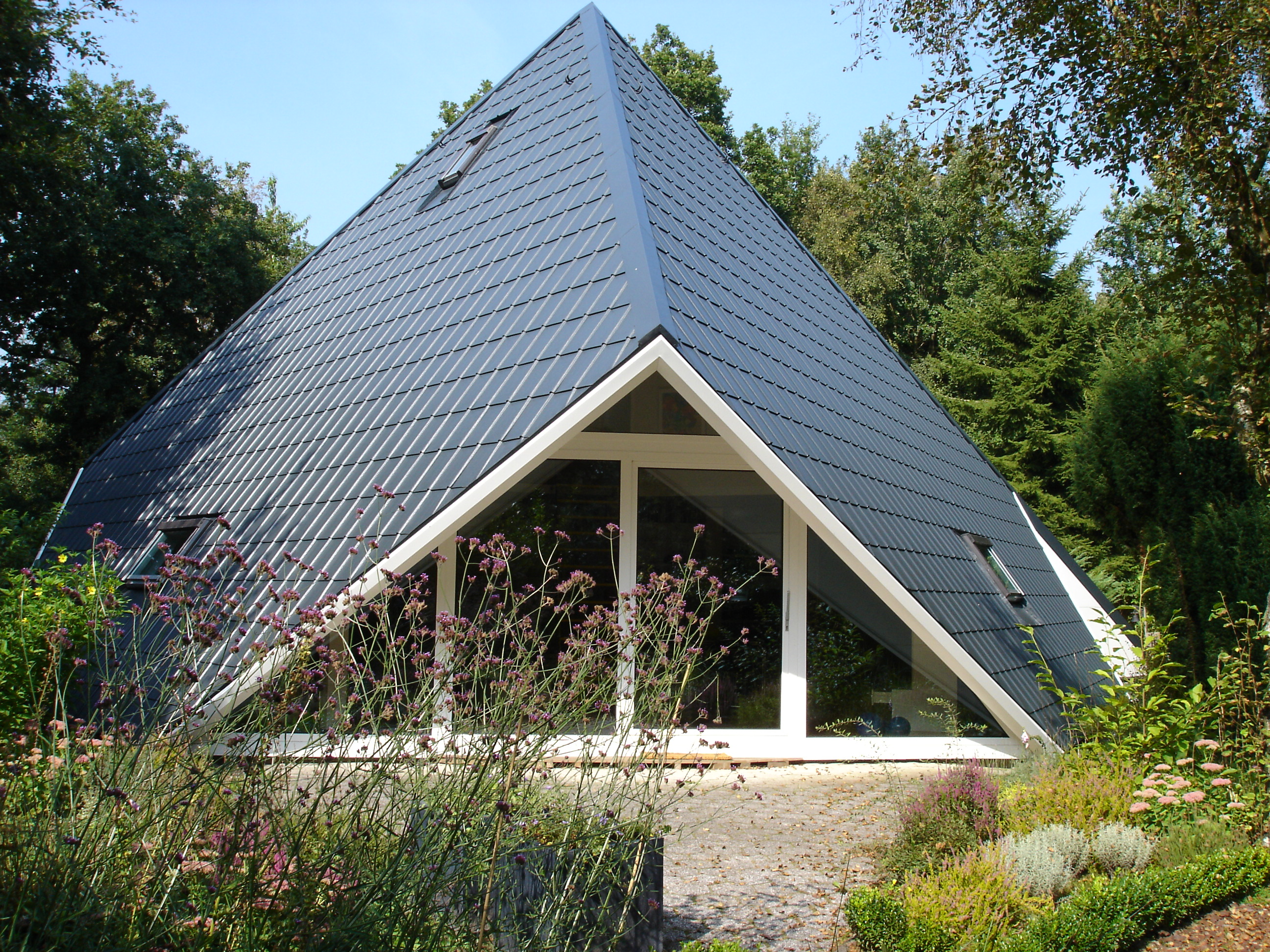
Stolpbungalow/Gerssen-huis Diever
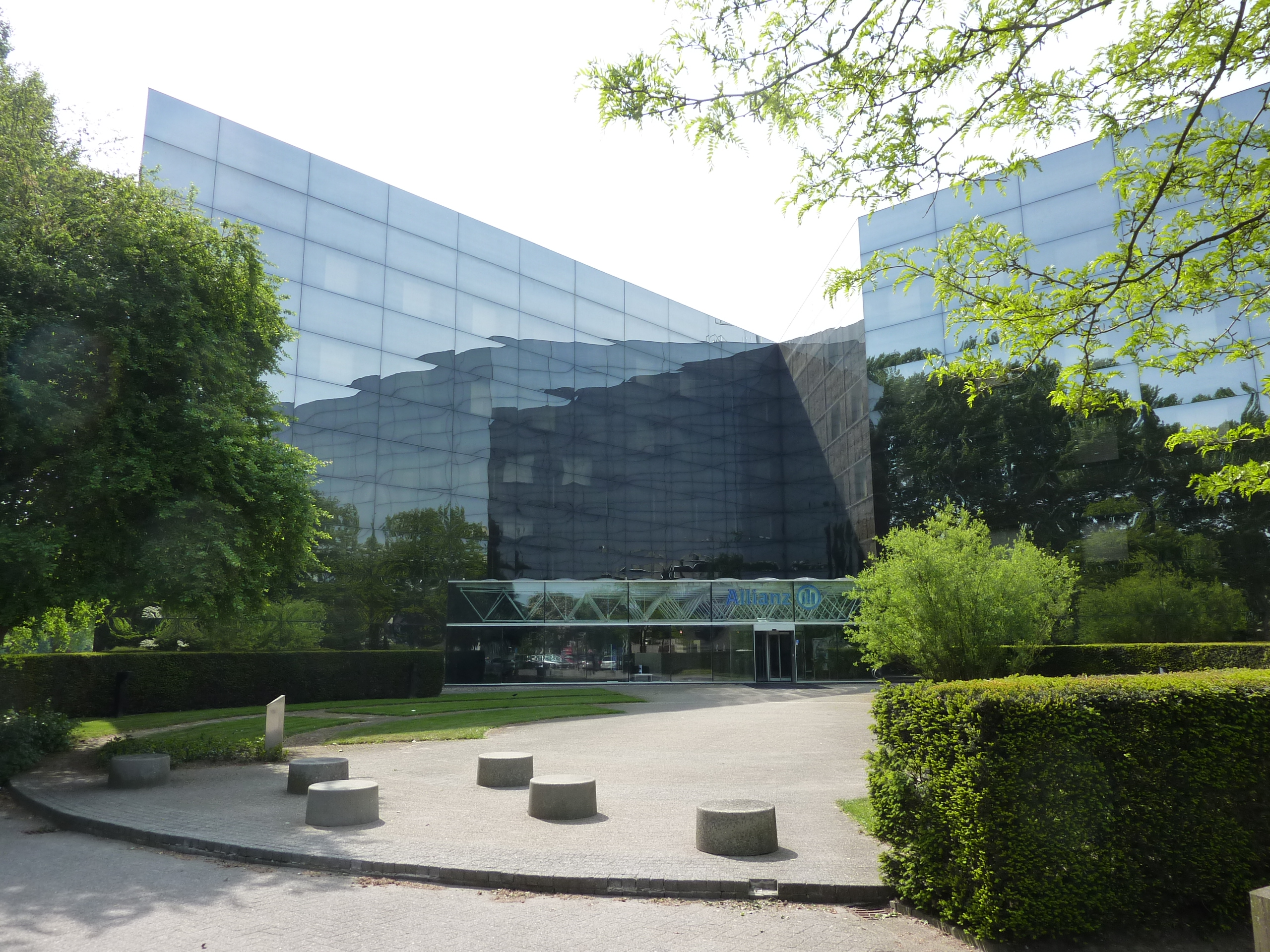
Hoofdkantoor Zwolsche Algemeene, later Allianz (gesloopt in 2020)
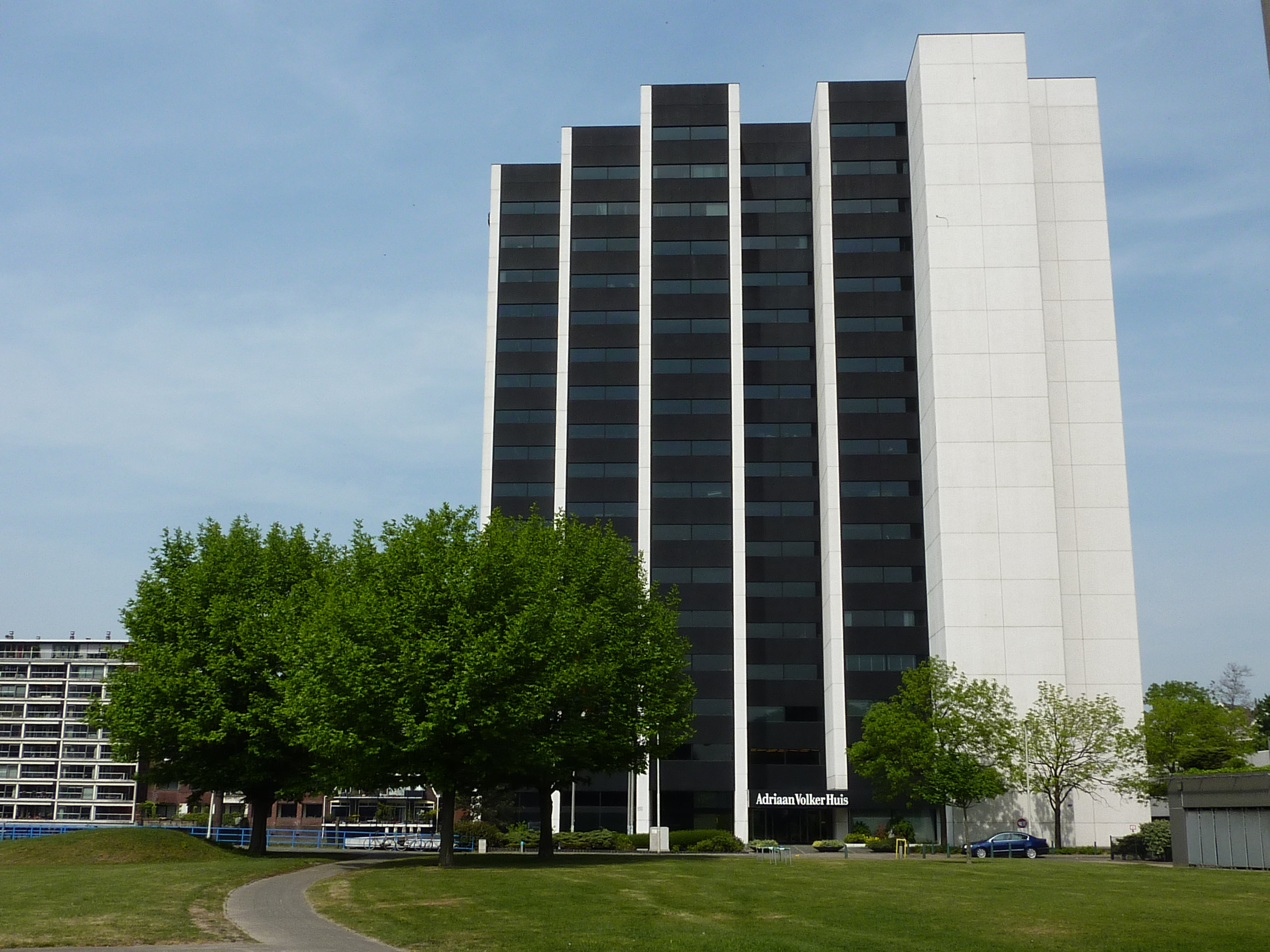
Adriaan Volkerhuis in Rotterdam
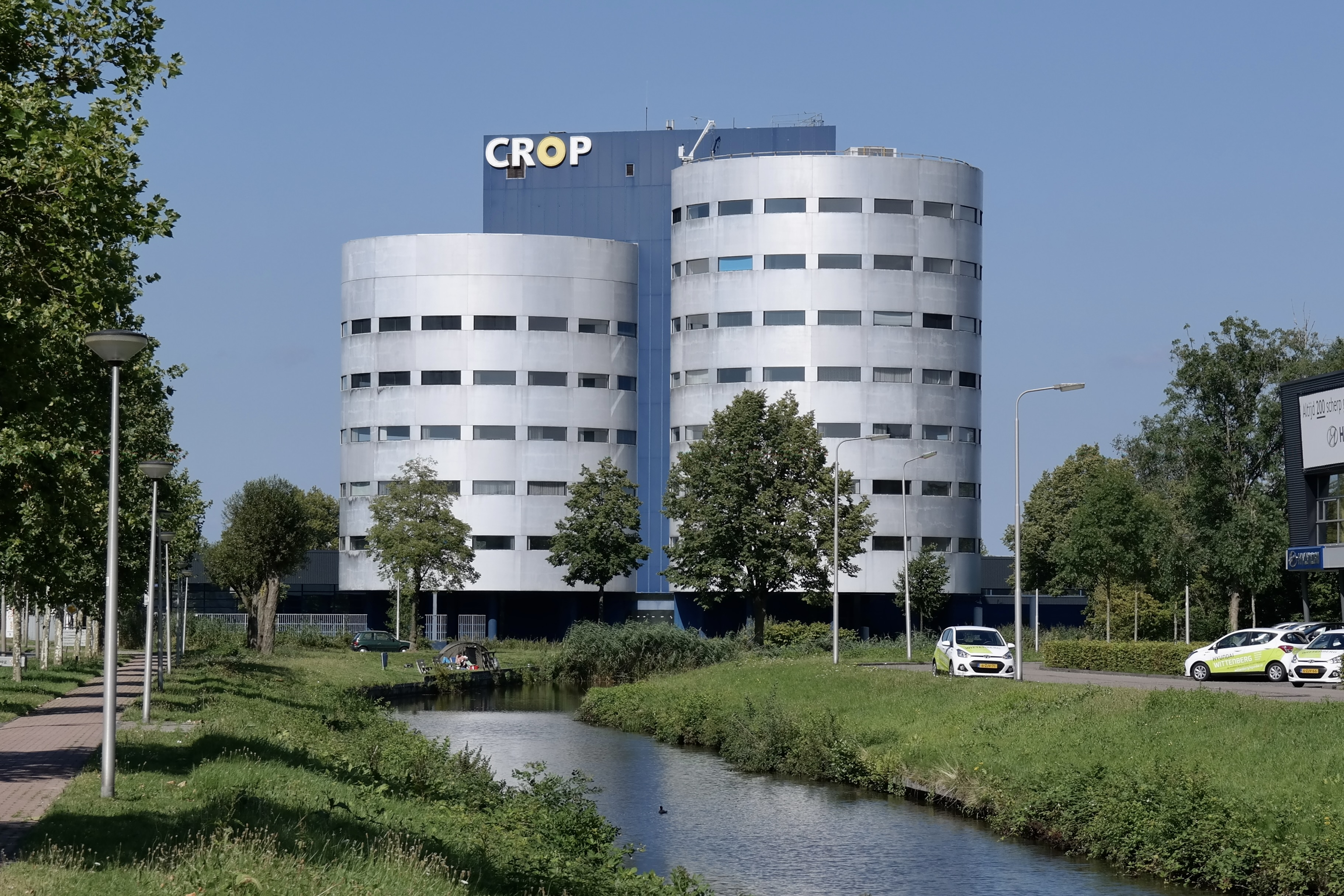
Hoofdkantoor Fläkt/Refläkt, sinds 2016 een gemeentelijk monument.